# Кахура
Кахура (груз. კახურა) — село в Грузии, на территории Лентехского муниципалитета края (мхаре) Рача-Лечхуми и Нижняя Сванетия.

## География
Село находится в северной части Грузии, к северу от реки Цхенисцкали, на расстоянии приблизительно 1 километра (по прямой) к северу от посёлка городского типа Лентехи, административного центра муниципалитета. Абсолютная высота — 1051 метр над уровнем моря.

## Население
По результатам официальной переписи населения 2014 года, в Кахуре проживало 32 человека (17 мужчин и 15 женщин). В национальной структуре населения грузины составляли 100 %.
| Год  | Население, человек |
| ---- | ------------------ |
| 2002 | 61                 |
| 2014 | ↘ 32               |